# رابی کریگر
رابرت آلن کریگر (به انگلیسی: Robert Alan Krieger) معروف به رابی کریگر، (زادهٔ ۸ ژانویه ۱۹۴۶ در کالیفورنیا) موسیقی‌دان، نویسنده، یکی از اعضاء و نوازنده گیتار گروه دورز بود. همچنین وی به همراه ری منزرک گروه ««دورز قرن بیست و یکم»» که بعداً به گروه ««منزرک-کریگر»» تغییر نام داد را تشکیل دادند.
برخی از محبوب ترین ترانه های گروه دورز از جمله ««آتش مرا بر افروز»» ، ««مرا دوچندان دوست بدار»» ، ««مرا لمس کن»» و ««دیوانه وار دوستش دارم»» توسط وی نوشته شده‌است.
همچنین به انتخاب مجله رولینگ استونز وی در رده ۷۶ از بین ۱۰۰ نوازندهٔ برتر تاریخ گیتار قرار دارد.